# 조오련
조오련(趙五連, 1952년 10월 5일 ~ 2009년 8월 4일)은 대한민국의 전직 수영 선수로 아시아의 물개라는 별칭으로 알려져 있는 대한민국 수영계의 전설적인 선수이다.

## 생애
1952년 전라남도 해남군에서 태어나 1968년 해남고등학교를 중퇴한 후 1972년 서울 양정고등학교를 졸업했고 1976년 고려대학교 경영학과, 1981년 고려대학교 사학과 학사 과정을 받았다.
조오련은 1969년 6월 열린 전국체육대회 서울 예선 자유형 400미터 및 1500미터에 출전하여 두 부문은 물론 개인혼영 200미터에서도 처음으로 대한민국 신기록을 세운 후 이듬해인 1970년 아시안 게임 자유형 400미터와 1500미터 그리고 4년 뒤인 1974년 아시안 게임 자유형 400미터와 1500미터에서 모두 아시아 신기록으로 금메달을 획득하면서 '아시아의 물개'란 별명을 얻었고 1978년에는 수영 부문 한국신기록 50회 수립, 1980년에는 대한해협, 1982년에는 영국-프랑스 도버해협, 2002년에는 대한해협, 2003년에는 한강 700리 종주, 2005년에는 독도를 횡단했으며 2008년에는 독도 33바퀴 헤엄쳐 돌기 프로젝트를 성공시켰다.
또한 배우 오지호의 스승이기도 했던 조오련은 통산 자유형 14개, 개인혼영 12개, 접영 5개, 계영 2개 등 평영과 배영을 제외한 모든 영법에서 총 33개의 한국 신기록을 세웠다.
1989년 조오련 수영교실, 1993년 조오련 스포츠센터를 세웠고 1998년 2월부터 대한수영연맹 이사를 맡은 뒤 2001년 아내와 사별한 후 2009년 4월 지금의 아내 이성란씨를 만나 사랑을 싹틔우고 재혼하였으며 슬하에는 장남인 조성웅과 차남이자 전 수영 선수인 조성모가 있다.

## 사망
조오련은 2010년 무렵 2차 대한해협 횡단에 도전하기로 하고 2009년부터 제주도에 캠프를 차려놓고 준비하다가 그 해 7월 말부터 자택에 잠시 머무른 뒤 이듬해 2차 대한해협 횡단을 한창 준비하던 도중 2009년 8월 4일 오전 11시 32분 전라남도 해남군 계곡면 법곡리에 있는 자신의 자택에서 심장마비로 갑작스럽게 쓰러진 후 급히 119 구급대에 의해 해남종합병원으로 이송되어 심폐소생술을 받았으나 1시간 10여분 뒤인 낮 12시 45분 향년 58세를 일기로 별세했다.
사망 후 11년이 지난 2020년에는 대한민국 스포츠 영웅에 선정된 뒤 이듬해인 2021년 6월 10일 오후 2시 국립대전현충원 국가사회공헌자 묘역에 안장되었는데 이는 체육인으로는 1936년 하계 올림픽 금메달리스트 손기정, 1964년부터 7년동안 대한체육회 회장을 지낸 민관식, 보스턴 마라톤 최초의 한국인 우승자 서윤복, 대한민국 최초의 올림픽 메달리스트 김성집, 대한민국 프로레슬링계의 대부 김일에 이어 6번째로 국립 묘역에 안장된 것이다.

## 상훈
- 1970년 대한민국 체육상
- 1980년 체육훈장 청룡장
- 2003년 양정총동창회 자랑스런 양정인

## 출연 작품

### 영화
- 2006년 애니메이션 아이스 에이지 2 - 거북이 목소리

### 텔레비전
- MBC 《월요스포츠 - 조오련》 (1980년)
- MBC 《아침스포츠 - 조오련의 수영교실》 (1990~1991년)
- SBS 《뷰티풀선데이 - 대한해협을 건너라》 (2000년)
- MBC ESPN 《독도 아리랑 조오련 삼부자》 (2005년)
- KBS 《인간극장 - 조오련의 신혼일기》 (2009년 5월 11일 ~ 5월 15일)
- JTV(지역민방) 《TV특강 행복플러스》 (2009년 8월 8일)